# Jan Willem Vlastuin

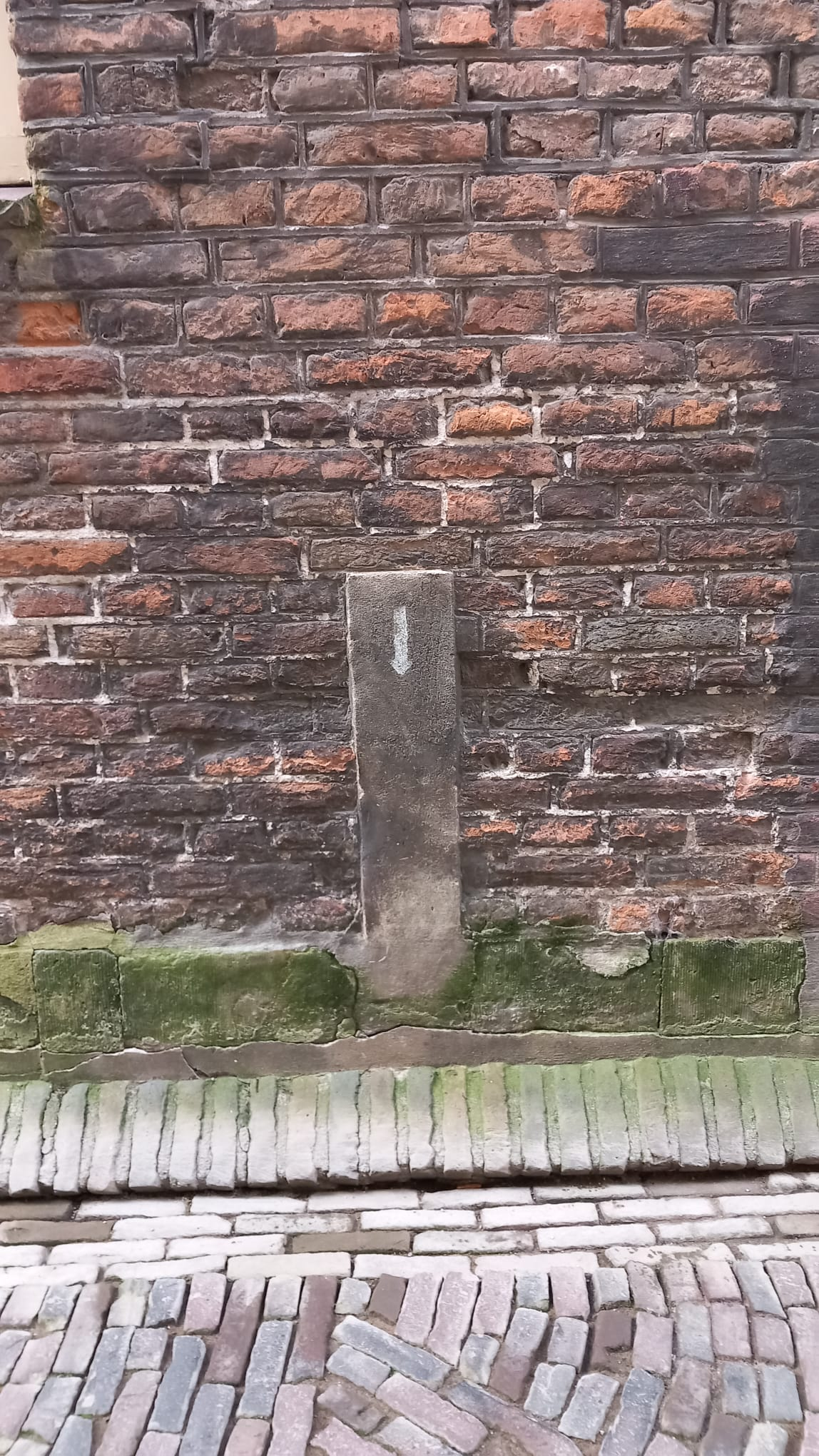
Dit pijltje in de Bernhardsteeg markeert de plek waar Vlastuin is omgekomen.

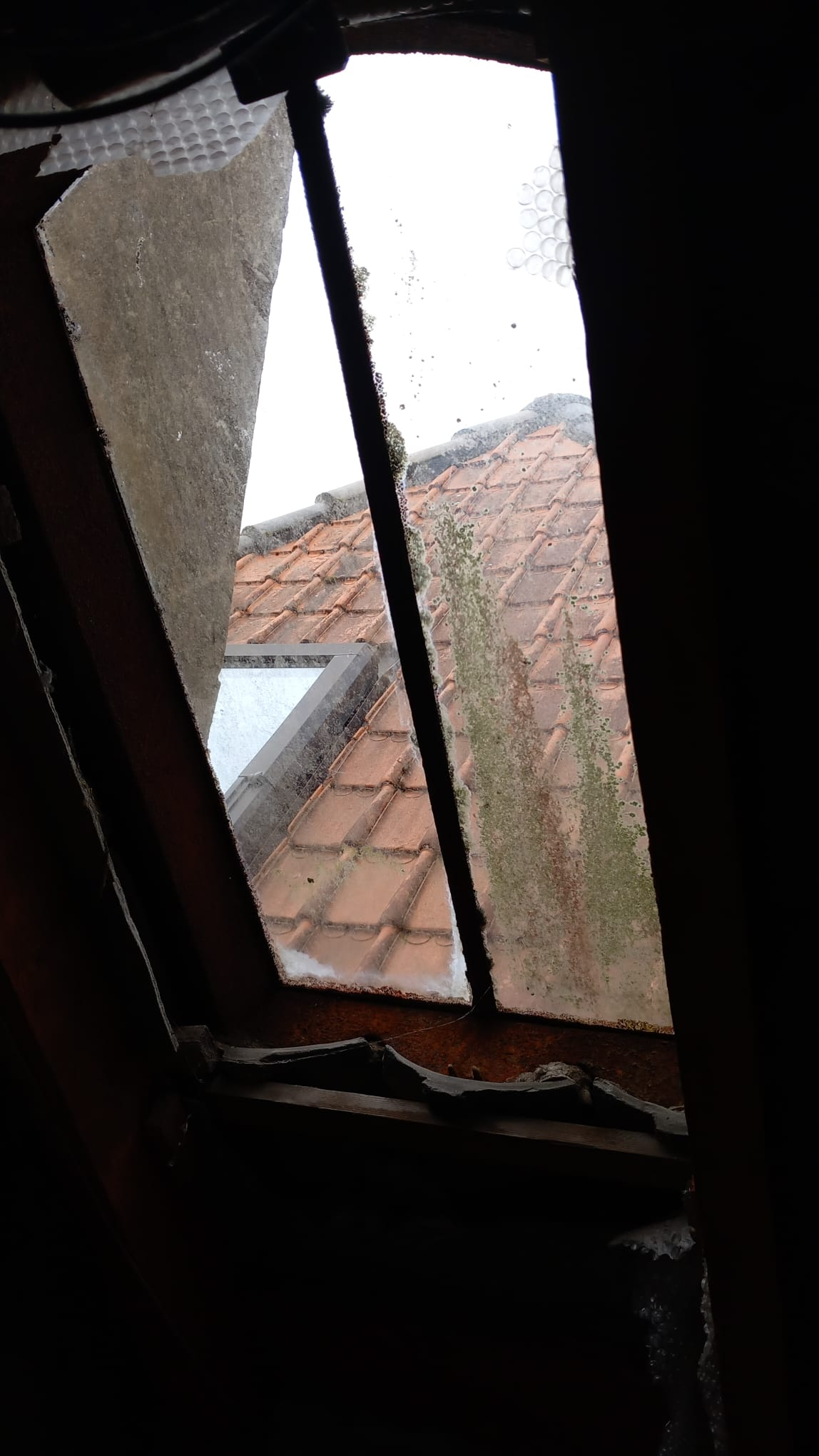
Het zolderraam waar Jan Willem Vlastuin uit vluchtte.

Jan Willem Vlastuin (Oudenhoorn, 20 januari 1891 – Zutphen, 9 september 1944) was een Nederlandse communist en verzetsheld tijdens de Tweede Wereldoorlog. Zijn verzet bestond uit het verspreiden van illegaal drukwerk zoals De Waarheid.

## Biografie
Vlastuin werd geboren in Oudenhoorn als zoon van horlogemaker Gijsbert Vlastuin en Leentje Hendrika Wildenbos. Hij heeft tijdens zijn leven veel te maken gehad met justitie. Zo ging hij al op 10 november 1903 naar een opvoedingsgesticht in Doetinchem. En in 1933 werd hij opgepakt wegens majesteitsschennis.
Hij was lid van de SDAP en de CPH (later CPN).
Hij trouwde in 1912 in Brummen met Maria Aleida Jurriana Nicoline Willems. Hij was kleermaker van beroep. Het echtpaar woonde in het Ravenstraatje te Zutphen. Ze kregen zeven kinderen.

### Tweede Wereldoorlog
Van 3 mei tot 12 juni 1943 zat Vlastuin vast in Kamp Vught. In september 1944 was hij ondergedoken. Vlak na Dolle Dinsdag, op 5 september, dacht men bevrijd te zijn van de Duitsers. Vlastuin dacht naar huis te kunnen gaan en heeft dat gedaan.
Op 9 september 1944 hield de Zutphense NSB een bijeenkomst in hun kringhuis (150 meter van het Ravenstraatje, waar Vlastuin woonde). De toenmalige burgemeester van Zutphen, Johan Adolph Tesebeld, gaf hier opdracht om Vlastuin te vermoorden, wegens zijn rol in het verzet.
Zes NSB'ers verschenen aan de deur en de zoon van Jan (Johan) - die toen 17 jaar was - deed de deur open. Een van de NSB’ers die naar binnen ging zei tegen Jan dat het de laatste keer zou zijn dat hij zijn vader zou zien. Vlastuin vluchtte het dak op waarna hij een andere woning binnenging. Via het kelderluik van die woning vluchtte hij de straat op. Na een korte achtervolging werd hij op 53-jarige leeftijd in de Bernhardsteeg vermoord door SS'ers Jan Komman en Douwe Anema.

### Na de oorlog
In 1948 moest de voormalig NSB-burgemeester Johan Adolph Tesebeld zich verantwoorden voor zijn aandeel in de moord op Vlastuin. Op 8 februari 1949 veroordeelde Het Bijzonder Gerechtshof in Arnhem Tesebeld tot twaalf jaar gevangenisstraf, maar hij ging in beroep. Door tegenstrijdige getuigenverklaringen besloot het hof in Utrecht dat er niet genoeg bewijs was. Op 20 april 1950 werd Tesebeld vrijgesproken.
Vlastuin werd begraven in Zutphen. In 1987 werden zijn stoffelijke resten herbegraven op het Ereveld Loenen.

## Eerbetoon

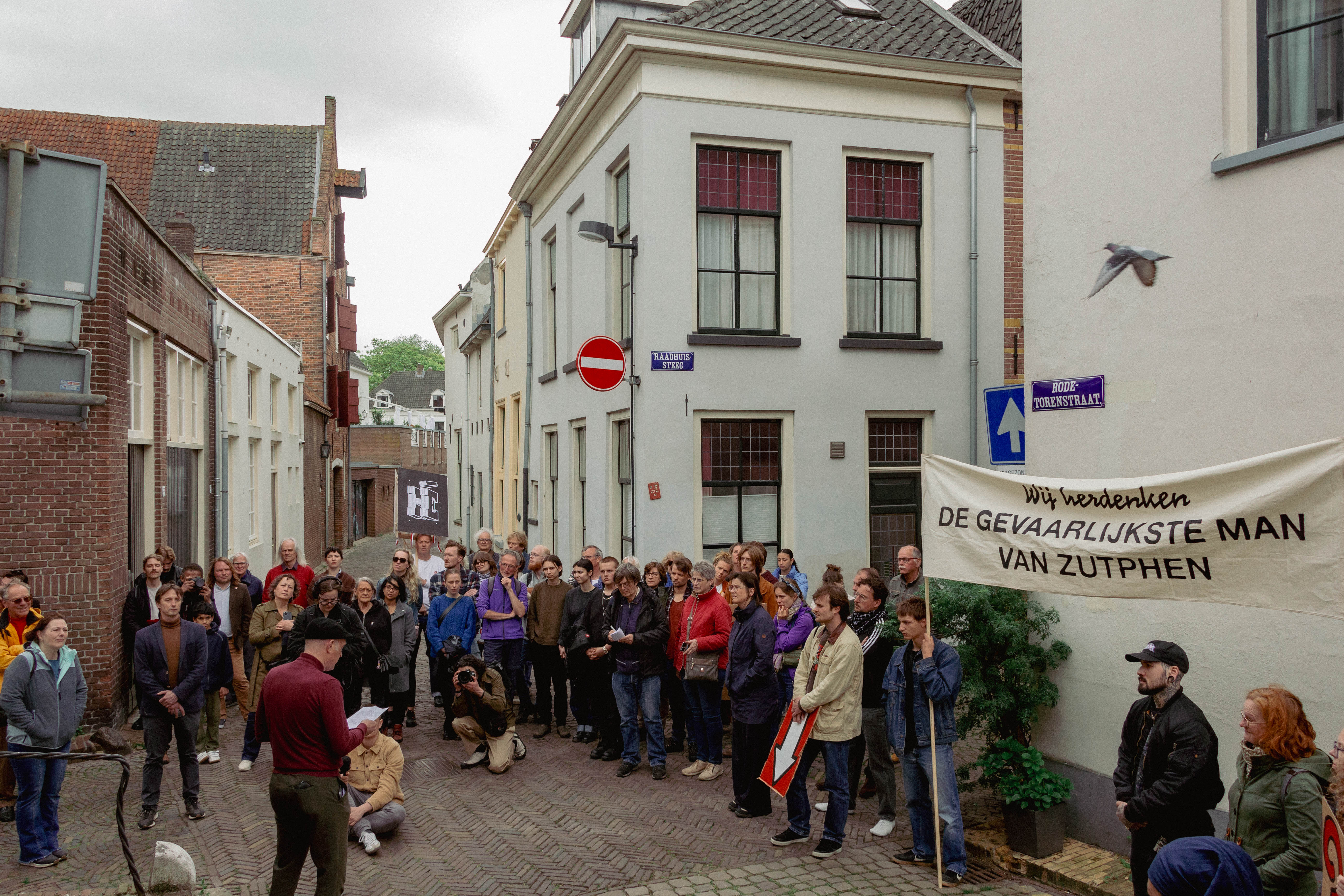
Rob Vlastuin spreekt bij het voormalige huis van zijn opa tijdens de herdenking.

Op 4 mei 2025 werd er door jongeren van het Zutphense kunst- en erfgoed-project ARMED en de Communistische Jongerenbeweging een herdenking georganiseerd voor Jan Willem Vlastuin.  Aanwezigen liepen met spandoeken met teksten er op. 'Wij herdenken de gevaarlijkste man van Zutphen' en 'Vlastuin bracht De Waarheid.' 
Zijn naam staat vermeld op de Erelijst van Gevallenen 1940-1945.